# 手代木史織
手代木 史織（てしろぎ しおり、4月13日 - ）は、日本の漫画家。宮城県石巻市出身、宮城郡松島町育ち。現在は神奈川県在住。女性。秋田書店の雑誌を中心に活動している。

## 来歴
車田正美作品、特に『聖闘士星矢』の大ファンであり、それをきっかけに漫画家になることを志した。
1997年、エニックスゲームコミックチャレンジ賞入選。
1999年、ファンタジーアクション漫画「DIE-ディエ-」で第9回エニックス21世紀マンガ大賞入選。その後、天野こずえ、髙橋美由紀のアシスタントなどを経てデビュー。
『週刊少年チャンピオン』（秋田書店）にて、2006年39号から2011年19号まで全223話の『聖闘士星矢 THE LOST CANVAS 冥王神話』を連載。コミックスは全25巻。これは車田が手代木執筆のキーリ第1巻にて帯の推薦文を書いたことがきっかけである。『星矢LC』の単行本3巻からこの作品で新生された聖衣や、登場したオリジナル冥闘士の冥衣の分解装着図もついている。また、OVAとしてアニメ化されている。
2009年10月に『聖闘士星矢 THE LOST CANVAS 冥王神話 ユズリハ外伝 血墨の紋』を『プリンセスGOLD』（秋田書店）2009年10月に読み切り掲載。『聖闘士星矢 THE LOST CANVAS 冥王神話』連載終了後、『聖闘士星矢 THE LOST CANVAS 冥王神話外伝』を『週刊少年チャンピオン』にて、2011年25号から2012年22+23号まで連載。その後、掲載誌を『別冊少年チャンピオン』（同社）に移し、2016年4月号まで連載した。コミックスは全16巻。『聖闘士星矢 THE LOST CANVAS 冥王神話 ユズリハ外伝 血墨の紋』は、本書14巻に収録された。

## 人物
プロ漫画家・イラストレーター有志によるプロジェクト「震災に負けるな!東日本project」に参加。自己紹介で寄せた応援イラストはチャリティー同人誌「震災に負けるな!東日本project -東日本大震災復興支援チャリティー同人誌-」裏表紙として採用され、OVA『聖闘士星矢 THE LOST CANVAS 冥王神話』公式ブログにもメッセージを寄せた。
弟の手代木正太郎は小説家、妹の手代木花野はダンサー・俳優として活動している。

## 作品リスト

### 単著・作画
- 彼女が飛んだ日
- キーリ〜死者たちは荒野に眠る（原作・壁井ユカコ、全2巻）
- デリバリー（原案・太田塔子）
- 聖闘士星矢 THE LOST CANVAS 冥王神話（原作・車田正美、全25巻）
- 聖闘士星矢 THE LOST CANVAS 冥王神話外伝（原作・車田正美、全16巻）
- デリバリー2〜60分15000円の私たち（原案・太田塔子）
- Dear my DOLL〜きみとの約束（オリジナル短編集）
- ハイ☆スピード!（原作・おおじこうじ、全2巻）
- バットマンアンドジャスティスリーグ（キャラクター・監修 DC COMICS、全4巻）

### 読み切り
- 不死斬り 夢一（原作：手代木正太郎、『週刊少年チャンピオン』2021年48号[6] - 49号[7]） - 前後編、姉弟タッグによる執筆[6]
- 別チャンと私（『別冊少年チャンピオン』2022年7月号[8]） - 「創刊10周年記念読み切りリレー」第1弾作品[9]

### アンソロジー
- まおゆう魔王勇者 コミックアンソロジー
- コミック星新一 宇宙からの客